# 辛斯佩尔特
辛斯佩尔特是德国莱茵兰-普法尔茨州的一个市镇。总面积2.44平方公里，总人口400人，其中男性192人，女性208人（2011年12月31日），人口密度164人/平方公里。